# Titularbistum Germanicia
Germanicia ist ein Titularbistum der  römisch-katholischen Kirche.
Das Bistum Germanicia hatte seinen antiken Bischofssitz in der Stadt Germanikeia in der spätrömischen Provinz Syria Euphratensis. Es gehörte zur Kirchenprovinz Hierapolis.
| Titularbischöfe von Germanica |                         |                                                                                   |                   |                    |
| Nr.                           | Name                    | Amt                                                                               | von               | bis                |
| 1                             | Carolus Griming         | Weihbischof in Gurk (Österreich)                                                  | 23. Oktober 1592  | 1614               |
| 2                             | Sisto Carcano OP        | Weihbischof in Gurk (Österreich)                                                  | 21. Juli 1614     | 1627               |
| 3                             | Augustin Pitterich OSB  | Weihbischof in Wien (Österreich)                                                  | 9. August 1626    | 20. September 1629 |
| 4                             | Johann Walterfinger OSB | Weihbischof in Wien (Österreich)                                                  | 9. September 1630 | 27. Januar 1641    |
| 5                             | Eustachius Federl       | Apostolischer Vikar von Malabar (Indien)                                          | 27. Juli 1774     | 26. Juli 1787      |
| 6                             | Edward Dillon           | Koadjutorbischof von Kilmacduagh (Irland)                                         | 14. Januar 1794   | 29. Juni 1795      |
| 7                             | James Kyle              | Apostolischer Vikar des Nördlichen Distrikts (Schottland, Vereinigtes Königreich) | 13. Februar 1827  | 23. Februar 1869   |
| 8                             | Manuel Segundo Ballón   |                                                                                   | 30. November 1896 | 25. August 1898    |
| 9                             | Everhard Illigens       | Weihbischof in Münster (Deutschland)                                              | 28. Februar 1909  | 2. Januar 1914     |